# Evgeny Morozov
Evgeny Morozov (belarussisch Яўген Марозаў Jauhen Marosau; russisch Евгений Морозов Jewgeni Morosow; * 1984 in Salihorsk) ist ein belarussischer, in englischer Sprache veröffentlichender Publizist. Er beschäftigt sich mit politischen und sozialen Auswirkungen von Technik.

## Leben
Mit einem Stipendium des Open Society Institute von George Soros zog Morozov nach Bulgarien und arbeitete auch in Berlin.
Morozov ist Fellow der New America Foundation und forscht derzeit an der Harvard University über die Geschichte des Internets (Stand 2016). Zuvor war er Yahoo-Fellow an der Edmund A. Walsh School of Foreign Service der Georgetown University. Im Juli 2009 sprach er auf der TED Conference.
2023 veröffentlichte er den Podcast The Santiago Boys (angelehnt an Chicago Boys), der die technischen und ökonomischen Überlegungen Salvador Allendes, Fernando Flores und Stafford Beers um das Projekt Cybersyn ausführt. 2024 widmete er eine weitere Podcast-Reihe dem Environmental Ecology Lab (EEL), das alternative Wege der Entwicklung künstlicher Intelligenz und menschlicher Augmentation verfolgte. Das Labor um den Familientherapeuten und Kybernetiker Warren Mortimer Brodey war bereits Forschungsthema der 2018 veröffentlichten Dissertation Morozovs an der Harvard-Universität.
Er ist Teil der neuen Planungsdebatte und publiziert zur Plausibilität sozialistischer Wirtschaftsmodelle angesichts Big Data.

## Positionen
Er kritisiert die Naivität der Annahme, das Internet sei per se demokratisch und bringe politischen Wandel in autoritäre Staaten. Vielmehr müsse die Lieferung von Überwachungstechnologie an repressive Regimes wie Waffenhandel betrachtet werden.
Morozow ist überzeugt, dass die COVID-Pandemie uns in eine düstere Zukunft einer techno-totalitären Überwachung führe. Basierend auf dem in seinem Buch »Smarte neue Welt. Digitale Technik und die Freiheit des Menschen« entwickelten Konzept des »Solutionismus« unterscheidet er in »progressive Solutionisten«, die die während der Pandemie geschaffenen Lösungen für eine angemessene Vermittlung von Information zum Wohlverhalten der Menschen einsetzen wollen, und »strafende Solutionisten«, die die riesige geschaffene digitale Infrastruktur nutzen wollen, um unsere täglichen Aktivitäten einzuschränken und Übertretungen zu strafen, um Probleme von Ungleichheit bis zum Klimawandel zu bekämpfen.

## Auszeichnungen
- Goldsmith Book Prize des Joan-Shorenstein-Centers der Harvard Kennedy School 2012[9]
- Eli M. Oboler Memorial Award der American Library Association 2012[10]

## Schriften (Auswahl)

### Bücher
- The Net Delusion: The Dark Side of Internet Freedom. Perseus Book Group, Philadelphia 2011, ISBN 978-1-58648-874-1.
- To Save Everything, Click Here: The Folly of Technological Solutionism. PublicAffairs, 2013, ISBN 978-1-61039-138-2.
- Smarte neue Welt. Digitale Technik und die Freiheit des Menschen. Blessing, München 2013, ISBN 978-3-89667-476-0.

### Kolumnen
- Für die Zeitschrift Foreign Policy schrieb er von 2009 bis 2011 die Kolumne Net.Effect: How Technology Shapes the World.[11][12]
- In der Frankfurter Allgemeine Zeitung erschienen 2011 bis 2015 in der Kolumne Silicon Demokratie 34 Artikel.[13]
- In der Le Monde diplomatique schreibt Morozov für die Kolumne Silicon circus.[14]
- Im The Guardian sind Artikel ab 2011 von Morozov online verfügbar.[15]

### Interviews
- Jan Groos: Discovery Beyond Competition. In: Jan Groos, Christoph Sorg (Hrsg.): Creative Construction. Bristol University Press, 2025, ISBN 978-1-5292-3514-2, S. 133–166, doi:10.51952/9781529235142.ch007.
- Johannes Gernert: Datensucht von Facebook und Google: „Lachen wird ein Rohstoff“. In: die tageszeitung. 7. Februar 2015 (Interview)
- Meike Laaff: Blogger Evgeny Morozov über Demokratie: „Das Internet wird überschätzt“. In: die tageszeitung. 24. Januar 2011 (Interview)

### Artikel
- Big Data für Alle. Von der Internet-Euphorie zur Reform der elektronischen Infrastruktur. Aus dem Englischen von Bernhard Schmid. In: Lettre International, Nr. 108, Frühjahr 2015, S. 48–55. (zuerst erschienen in: New Left Review, Nr. 91, Januar/Februar 2015 mit dem Titel: „Socialize the Data Centres!“)
- Ed Pilkington: Evgeny Morozov: How democracy slipped through the net. In: The Guardian. 13. Januar 2011
- Maximilian Probst: Silicon Valley: Ketzer des Netzes. In: Die Zeit. Nr. 13, 21. März 2013
- Wahrheit und Beratung. In: Die Zeit. Nr. 41, 2. Oktober 2013.
- Das Silicon Valley fordert ein Grundeinkommen - gut so!. In: Bundeszentrale für politische Bildung., 11. April 2016. (Zuerst erschienen in Süddeutsche Zeitung vom 8. März 2016).
- Wider digitales Wunschdenken (Evgeny Morozov antwortet auf Martin Schulz), FAZ.vom 8. Februar 2014 (S. 37)
- Nutzer aller Länder, Übersetzung Martina Wendl, in: SZ, 30. November 2018, S. 14